# Adam Gidwitz
Adam Gidwitz, né le 14 février 1982 à San Francisco en Californie, est un écrivain américain de littérature d'enfance et de jeunesse.
Il a reçu en 2017 un « Honor Book » de la médaille Newbery pour The Inquisitor’s Tale: Or, The Three Magical Children and Their Holy Dog (2016).

## Biographie
Adam Gidwitz naît à San Francisco en 1982 mais grandi à Baltimore, dans le Maryland. Il étudie la littérature anglaise à l'université Columbia et passe sa première année à l'étranger grâce au programme de bourses de l'université Oxford / Cambridge. Après ses études universitaires, il est professeur à la Saint Ann's School à Brooklyn. L'inspiration pour la trilogie Grimm lui vient qu'il remplace l'un des bibliothécaires de l'école. 
Parmi ses titres figurent La Terrifiante Histoire et le sanglant destin de Hansel & Gretel (2010), In a Glass Grimmly (2012) et The Grimm Conclusion (2013), tous publiés par Puffin Books.  
Il vit à Brooklyn, New York avec sa femme, écrivant à temps plein.

## Œuvres

### SérieThe Unicorn Rescue Society
1. (en) The Creature of the Pines, Dutton, 2018Illustré par Hatem Aly
2. (en) The Basque Dragon, Dutton, 2018Écrit avec Jesse Casey. Illustré par Hatem Aly
3. (en) Sasquatch and the Muckleshoot, Dutton, 2018Écrit avec Joseph Bruchac (en). Illustré par Hatem Aly
4. (en) The Chupacabras of the Rio Grande, Dutton, 2019Écrit avec David Bowles. Illustré par Hatem Aly

### SérieGrimm Tales
1. La Terrifiante Histoire et le sanglant destin de Hansel & Gretel, Hachette, 2014 ((en) A Tale Dark and Grimm, Dutton, 2010), trad. Alice Delarbre, 248 p.  (ISBN 978-2-01-204327-5)
2. (en) In a Glass Grimmly, Dutton, 2012
3. (en) The Grimm Conclusion, Dutton, 2013

### UniversStar Wars
- Épisode V : Comme ça, tu veux être un Jedi ?, Pocket Jeunesse, 2015 ((en) So You Want to Be a Jedi?, 2015), trad. Sandy Julien, 237 p.  (ISBN 978-2-266-26063-3)

### Roman indépendant
- (en) The Inquisitor’s Tale: Or, The Three Magical Children and Their Holy Dog, Dutton, 2016

## Quelques prix et distinctions
- 2017 : « Honor Book » de la Médaille Newbery[1] pour The Inquisitor’s Tale: Or, The Three Magical Children and Their Holy Dog